# Smenkhkare
Ankhkheperure Smenkhkare Djeser Kheperu (còn gọi Smenkhkare, hay Smenkhare hoặc Smenkare, có nghĩa "Sinh lực là linh hồn của thần Ra") là pharaon ngắn ngủi của Vương triều thứ 18, người được xem là người kế nhiệm trực tiếp của Akhenaton và tiền nhiệm của Tutankhamun.
Ông được cho là phối ngẫu và đồng cai trị với pharaoh Neferneferuaten hoặc Akhenaton. Những gì liên quan đến các pharaoh thời này đều rất khó hiểu, do các vua đời sau, bắt đầu từ Horemheb, xóa bỏ.

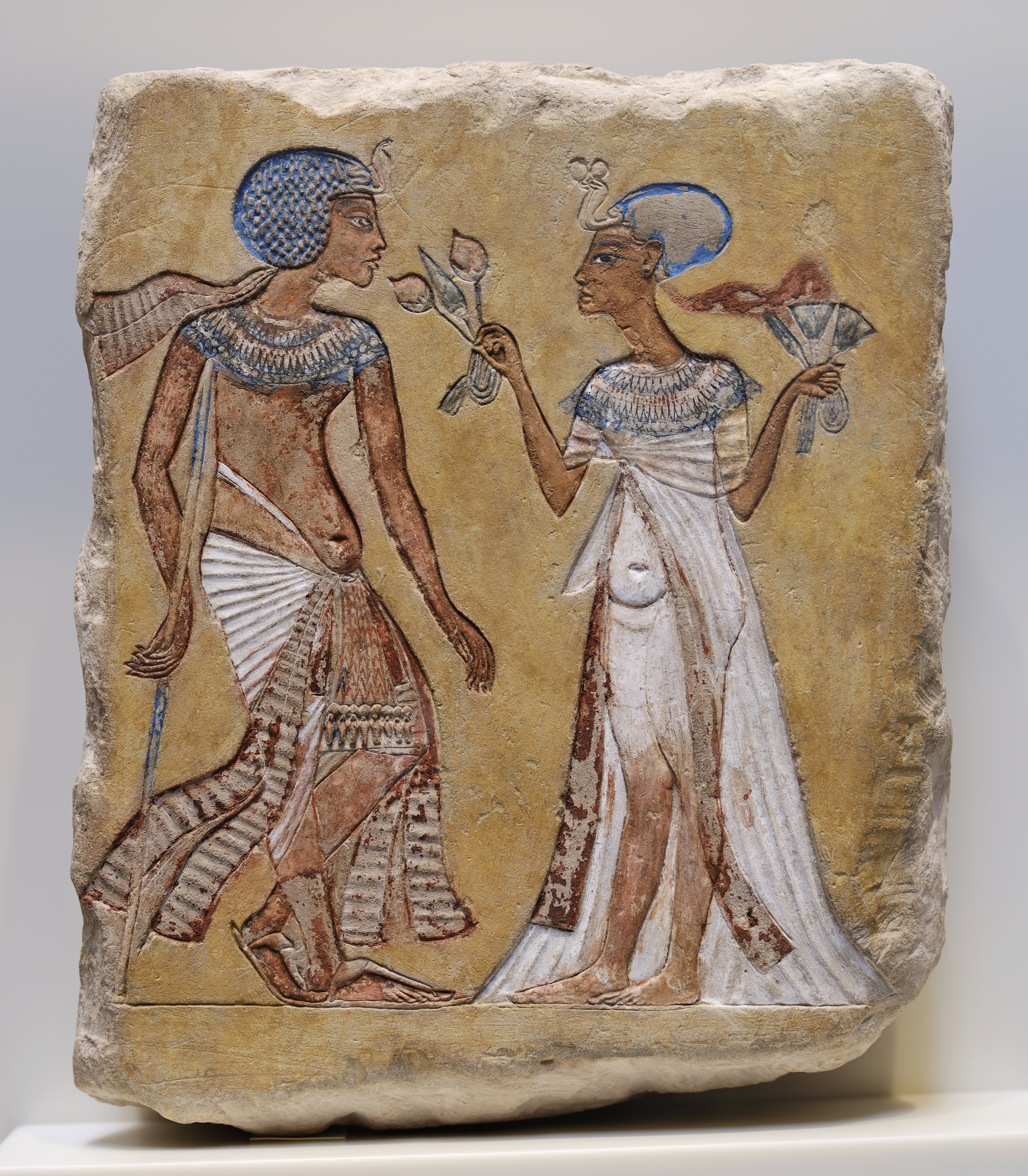
Bức tranh trên tường đá vôi được cho là của Smenkhkare và Meriaten

## Cai trị
Theo nhà Ai Cập học Aidan Dodson, Smenkhkare đồng nhiếp chính khoảng 1 năm với Akhenaten kể từ năm thứ 13, trong khi James Allen thì cho rằng Smenkhkare là người kế vị Neferneferuaten.
Người ta tìm thấy một số hũ rượu thuộc năm cai trị thứ 2 và 3 tại Amarna nhưng lại thiếu tên của vị vua cai trị. Một số nhà Ai Cập học cho rằng đó là Smenkhkare và thời gian cai trị của ông là khoảng 3 năm. Thời gian trị vì của ông được cho là khoảng năm 1336 - 1333 TCN hoặc 1335 - 1332 TCN. Tuy nhiên vẫn không có nhiều bằng chứng cho điều này. Trong khoảng thời gian cai trị của mình, ông được cho là đã "quay lưng" với thần Aten và phục thờ các vị thần cũ.
Có một khoảng thời gian Neferneferuaten và Smenkhkare được coi là cùng một người. Đầu thế kỷ 21, người ta mới chấp nhận rằng Neferneferuaten là một nữ hoàng và Smenkhkare là một vị nam hoàng.

## Thân thế
Nhiều nhà khảo cổ cho rằng, Smenkhkare là con của Akhenaten và thứ phi Kiya. Kiya cũng được cho là mẹ đẻ của Tutankhamun. Như thế, ông và Tut là 2 anh em ruột. Nhưng Tut và Smenkhkare cũng có thể chỉ là anh em cùng cha, và một trong 2 người là con của một thứ phi khác. Có ý kiến cho rằng, Smenkhkare quá lớn tuổi để xem như là con của Akhenaten. Thứ phi Kiya, được cho là 1 công chúa ngoại quốc. Bà đã lấy Amenhotep III trước khi tái giá với con trai ông, Akhenaten. Có thể Smenkhkare là con của Amenhotep III và Kiya, nhưng đó chỉ là một suy đoán vô căn cứ.

## Tồn tại
Smenkhkare được biết đến qua ngôi mộ của Meryre II (người ghi chép hoàng gia của Nefertiti) vào năm 1845. Tại đó, ông xuất hiện cùng Meritaten với danh hiệu "Người vợ hoàng gia vĩ đại", con gái lớn của Akhenaten và Nefertiti, được cho là vợ ông. Các tên của vua bị xóa bỏ nhưng may mắn đã được ghi lại bởi Lepsius. Bên trong ngôi mộ, một bức tranh khắc trên đá vôi mô tả một vị vua Amarna cùng hoàng hậu đang dạo chơi trong vườn được cho là của 2 vợ chồng Smenkhkare. Vì không có bất cứ dòng chữ nào nên bức tranh gây nên tranh cãi. Một số cho là của Akhenaten và Nefertiti, số khác cho là của Tutankhamun và Ankhesenamun (con gái thứ ba của Akhenaten và Nefertiti).
Một chiếc bình trong lăng mộ Tutankhamun mang tên của cả hai vị pharaoh: Akhenaten và Smenkhkare. Đây là hiện vật duy nhất mang tên của cả hai người, cho thấy đúng là Smenkhkare đã đồng cai trị với Akhenaten một khoảng thời gian. Một bộ trang phục bằng vải lanh được trang trí với 39 bông cúc bằng vàng cùng 47 đồng sequin có khắc tên ông và Meritaten cũng được tìm thấy trong mộ của Tut. Một số vật dụng khác được tìm thấy cũng khắc tên ông.
Ít chắc chắn hơn, nhưng lại ấn tượng hơn đó là cỗ quan tài thứ hai của vua Tut. Khuôn mặt của quan tài này lại không giống với những lớp quan tài khác, kể cả chiếc mặt nạ vàng và những nét vẽ chân dung của Tut. Lớp quan tài này lại được khảm thủy tinh màu, một đặc điểm chỉ có tại quan tài này và một cái khác ở khu mộ KV55, được cho là giữ xác ướp của Smenkhkare. Vì các tấm cartouche (khung ô-van ghi tên của các pharaoh) đều có dấu hiệu nạo sửa nên Dodson và Harrison đều cho rằng đó là của Smenkhkare và đã được chuyển sang cho Tut.

## Chôn cất
Một xác ướp đàn ông trong KV55 được cho là của Akhenaten hoặc Smenkhkare. Chiếc sọ của xác ướp được xem xét bởi rất nhiều nhà nghiên cứu: Smith (1912), Derry (1931), Harrison (1966), Strouhal (1998/2010) và Filer (2001). Filer kết luận: "Người đàn ông này chưa trưởng thành hoàn toàn, ông qua đời trong độ tuổi 18 - 22". Derry kết luận tuổi của xác ướp khoảng 23 và Strouhal cho rằng độ tuổi từ 19 đến 22".
Sau các kết quả phân tích DNA vào năm 2010, xác ướp đó được cho là của Akhenaten, nhưng vẫn còn nhiều hoài nghi. Một số nhà khảo cổ cho rằng, lăng mộ bị xáo trộn dưới các triều đại 19, 20 hoặc 21. Chính trong thời gian này, tên và hình ảnh Akhenaten đã bị phá hủy. Có giả thuyết cho rằng, sau khi phá hủy xác ướp của Akhenaten, xác ướp của Smenkhkare được đặt vào quan tài của Akhenaten.